# Sebüktigin
Sebüktigin (Sebuktigin, Sebük tegin, Sebuk Tegin, Sabuktigin, pełne imię Abu Mansur Sebüktigin, pers. ابو منصور سبکتگین, ur. ok. 942 w Barschan nad jeziorem Issyk-kul w dzis. Kirgistanie, zm. w sierpniu 997 w Balchu) – założyciel dynastii Ghaznawidów, panujący w latach 977–997.
Był Turkiem pochodzącym z plemienia zamieszkującego nad jeziorem Issyk-kul, prawdopodobnie Karłukiem. W młodości został porwany przez swoich pobratymców i sprzedany Samanidom, którzy przeszkolili go na ghulama. Trafił na służbę do Alptigina, gdzie szybko został dostrzeżony – już w wieku 18 lat dowodził oddziałem 200 ghulamów. Po ucieczce Alptigina do Ghazny w 962 roku, już za rządów jego syna, Abu Ishaka Ibrahima, wysunął się na czoło pozostałych ghulamów, biorąc udział m.in. w podróży Abu Ishaka do Buchary, podczas której ten starał się o uznanie przez Samanidów. Ostatecznie przejął władzę w Ghaznie kiedy kolejny z wybranych przez wojsko dowódców, Böri, okazał się władcą niekompetentnym, którego rządy doprowadziły ludność Ghazny do proszenia o powrót jej dawnego, wygnanego przez Alptigina władcy, Abu Ali lub Abu Bakra Lawika lub Anuka. Został on pokonany przez Sebüktigina w dolinie rzeki Logar na drodze do Kabulu, i po tym wydarzeniu w 977 roku obalił on Böriego i przejął władzę.
Wkrótce po objęciu rządów Sebüktigin wykorzystał konflikt o władzę w mieście Bust pomiędzy Turkami Bajtuzem i Toganem i zajął je wraz z Kandaharem i całym regionem dzisiejszego południowego Afganistanu. Następnie wszedł w konflikt z Dźajapalą z dynastii hinduskich Szakijów, rządzącym w Kabulu, Ghandarze i dzisiejszym Pendżabie. W roku 979 pokonał go i zmusił do płacenia trybutu, zaś w roku 988 zadał druzgocącą klęskę w bitwie pod Lenghan koalicji Szakijów, Adźmiru i Kanaudźu. Po tym wydarzeniu zajął Kabul i Peszawar. Prawdopodobnie w latach następnych kontynuował najazdy na Pendżab i Radżputanę.
W roku 992 stolicę Samanidów, którzy nadal byli nominalnymi suwerenami Sebüktigina, zajęli Karachanidzi, którzy jednak wycofali się z powodu śmierci ich wodza Hasana Bughra-chana. Po ich odejściu emir Nuh Ibn Mansur musiał stawić czoło buntowi swoich dowódców, Faʾika i Abu Alego Simdżuriego. Właściwie pozbawiony wojsk Nuh II wezwał na pomoc Sebüktigina, który postawił jako warunek jej udzielenia oddanie namiestnictwa kluczowej samanidzkiej prowincji, Chorasanu, swojemu synowi Mahmudowi. Nuh zgodził się na to, i w latach 993 i 996 Sebüktigin dwukrotnie pokonał buntowników. Faʾik uciekł do Karachanidów, natomiast Abu Ali Simdżuri został ostatecznie pojmany przez Mahmuda w roku 996 i stracony przez niego w roku 997. Mahmud został gubernatorem Chorasanu, natomiast sam Sebüktigin otrzymał w zarząd od Samanidy Balch, Tocharystan i Ghur, a zatem dzisiejszy środkowy i północny Afganistan. W tym momencie jego pozycja była o wiele silniejsza niż Samanidów, jednak do końca życia uznawał on ich formalną zwierzchność, posługując się jedynie tytułem al-hağib al adall, to jest najwyższego dowódcy. Przed swoją śmiercią region Ghazny powierzył w zarząd młodszemu bratu Mahmuda, Ismaʾilowi, którego miał ze związku z córką Alptigina (okoliczności zawarcia tego małżeństwa są niejasne). Nie znamy motywacji tej skądinąd niezrozumiałej dla wielu historyków decyzji.